# Meroua Merniz
Meroua Merniz, née le 15 août 2003, est une nageuse algérienne.

## Carrière
Aux Championnats arabes de natation 2022 à Oran, Meroua Merniz est médaillée d'argent sur 100 mètres dos et sur le relais 4 × 100 mètres 4 nages et médaillée de bronze sur 50 mètres dos.
Elle obtient aux Championnats d'Afrique de natation 2022 à Tunis la médaille d'argent sur 50 mètres dos et sur 4 × 100 mètres 4 nages ainsi que la médaille de bronze sur 100 mètres dos et sur 4 × 200 mètres nage libre mixte.